# Monica Dolan
Monica Margaret Dolan es una actriz inglesa. Ganó el premio BAFTA TV a la mejor actriz de reparto por interpretar a Rosemary West en Appropriate Adult (2011).

## Primeros años y educación
Dolan nació en Middlesbrough de padres irlandeses y se crio en Woking con tres hermanos mayores. Se formó en la Guildhall School of Music and Drama.

## Carrera
Sus créditos incluyen Dalziel and Pascoe, Agatha Christie's Poirot, Tipping the Velvet (con Rachael Stirling) y Judge John Deed. También protagonizó el drama de ITV U Be Dead.
Sus apariciones teatrales incluyen a Kate Hardcastle en She Stoops to Conquer, Regan en El rey Lear y Masha en The Seagull, las dos últimas con Ian McKellen.
Dolan interpretó a la asesina en serie británica Rosemary West en el controvertido drama de ITV Appropriate Adult en 2011, que recibió elogios de la crítica y un premio BAFTA TV a la mejor actriz de reparto.
En el escenario, interpretó a Loretta en Chalet Lines, escrita por Lee Mattinson, en el Bush Theatre. En 2013, interpretó a las hermanas gemelas Meg y Maeve Carter en la serie de televisión de la BBC Call the Midwife. Apareció en W1A (una continuación de tres series de la serie de comedia Twenty Twelve, ganadora del BAFTA de BBC2), como la oficial senior de comunicaciones Tracey Pritchard.
En 2016, Dolan apareció como Janet McIntyre en el drama de dos partes de la BBC The Witness for the Prosecution, una obra de Agatha Christie adaptada para televisión por Sarah Phelps.
En 2017, apareció como invitada en Catastrophe, Crimen en el paraíso y Strike, mientras también escribía y protagonizaba su primera obra unipersonal, The B*easts en el Edinburgh Fringe. La obra ganó un premio Edinburgh Stage Award.
En 2018, Dolan hizo una aparición especial en un episodio de la cuarta temporada de Inside No 9. Más tarde ese año, interpretó a Marion Thorpe en la miniserie aclamada por la crítica A Very English Scandal, recibiendo su segunda nominación al BAFTA como Mejor Actriz de Reparto. The B*easts también se transfirió para una presentación limitada en Londres en el Bush Theatre.
En 2019, interpretó a Karen Richards en la producción teatral de All About Eve, por la que recibió un premio Laurence Olivier a la mejor actriz de reparto.
En junio de 2020 apareció en la serie de televisión rehecha de Talking Heads de Alan Bennett en BBC One. En uno de los dos episodios recién escritos, Dolan realizó un monólogo en "The Shrine". Este fue uno de los episodios presentados en el Bridge Theatre de Londres en septiembre de 2020, con Dolan retomando su papel.
En 2021, apareció en The Dig, interpretando a May Brown, esposa del arqueólogo y astrónomo Basil Brown, quien descubrió el tesoro anglosajón en Sutton Hoo, cerca de Woodbridge, Suffolk.
En 2022, Dolan interpretó a la hermana Aloysius en Doubt: A Parable en el Chichester Festival Theatre, recibiendo elogios de la crítica. También apareció junto a Eddie Marsan en el drama de ITV The Thief, His Wife and the Canoe como Anne Darwin. Ha aparecido en dos episodios de Black Mirror: "Ssmithereens", de la Serie 5, y, más recientemente, "Loch Henry", de la Serie 6.
En 2023, interpretó a Carmel en la comedia dramática de seis partes de Channel 4 The Change. Protagoniza Typist Artist Pirate King, dirigida por Carol Morley, como la artista británica Audrey Amiss. La película se estrenó en el Reino Unido en el Festival de Cine de Glasgow en marzo con unstreno limitado en octubre de 2023.

## Filmografía

### Cine
| Año  | Título                               | Papel            | Notas         |
| ---- | ------------------------------------ | ---------------- | ------------- |
| 1996 | A Midsummer Night's Dream            | Hermia           |               |
| 1999 | Topsy-Turvy                          | Srta. Barnes     |               |
| 2005 | Guernsey                             | Claire           |               |
| 2007 | Hope                                 | Madre            | Cortometraje  |
| 2009 | Stalin: Reign of Terror              | Pitkovskaya      |               |
| 2010 | The Arbor                            | Ann Hamilton     |               |
| 2010 | Nunca me abandones                   | Enfermera        |               |
| 2011 | Meconium                             | Kel              | Cortometraje  |
| 2012 | Turistas                             | Janice           |               |
| 2013 | Bed Trick                            | Beatrice         | Cortometraje  |
| 2013 | Out of Darkness                      |                  | Cortometraje  |
| 2013 | Vice of Mind                         | Madre            | Cortometraje  |
| 2013 | Kick-Ass 2                           | Mamá de Tommy    |               |
| 2013 | Alan Partridge: Alpha Papa           | Angela Ashbourne |               |
| 2014 | Pride                                | Marion Cooper    |               |
| 2014 | The Falling                          | Martha Alvaro    |               |
| 2014 | Twelve                               | Jodie            | Cortometraje  |
| 2015 | Eye in the Sky                       | Angela Northman  |               |
| 2017 | Fern                                 | Woman            | Cortometraje  |
| 2018 | God's Own County                     | Jackie           | Cortometraje  |
| 2019 | Secretos de estado                   | Fiona Bygate     |               |
| 2019 | National Theatre Live: All About Eve | Karen Richards   |               |
| 2019 | Days of the Bagnold Summer           | Sue Bagnold      |               |
| 2019 | Rialto                               | Claire           |               |
| 2021 | The Dig                              | May Brown        |               |
| 2021 | Cyrano                               | Marie            |               |
| 2022 | Empire of Light                      | Rosemary Bates   |               |
| 2022 | Typist Artist Pirate King            | Audrey Amiss     |               |
| TBA  | This Time Next Year                  | Connie           | Posproducción |

### Televisión
| Año       | Título                                  | Papel                          | Notas                                     |
| --------- | --------------------------------------- | ------------------------------ | ----------------------------------------- |
| 1993-1997 | The Bill                                | Sra. Heaton/Ruth Bell          | 2 episodios                               |
| 1998      | The Gift                                | Jo                             | Película de televisión                    |
| 2001      | Judge John Deed                         | Natalie Abbott                 | Episodio: "Rough Justice"                 |
| 2002      | Dalziel and Pascoe                      | Megan Lowry                    | Episodio: "The Unwanted"                  |
| 2002      | Tipping the Velvet                      | Alice Astley                   | Episodio: "Episode #1.2"                  |
| 2003      | She Stoops to Conquer                   | Kate Hardcastle                | Video                                     |
| 2005      | Wallis & Edward                         | Elizabeth                      | Película de televisión                    |
| 2006      | Agatha Christie's Poirot                | Cora Gallaccio/Srta. Gilchrist | Episodio: "After the Funeral"             |
| 2006      | The Commander: Blacklight               | DC Pamela Hayes                | Película de televisión                    |
| 2007      | The History of Mr. Polly                | Annie Larkins                  | Película de televisión                    |
| 2008      | Great Performances                      | Regan                          | Episodio: "King Lear"                     |
| 2009      | Occupation                              | Nicky Swift                    | 3 episodios                               |
| 2009      | U Be Dead                               | Maria Marchese                 | Película de televisión                    |
| 2009      | Midsomer Murders                        | Imogen Stroud                  | Episodio: "The Great and the Good"        |
| 2010      | Excluded                                | Amanda                         | Película de televisión                    |
| 2010      | DCI Banks: Aftermath                    | Maggie Forrest                 | 2 episodios                               |
| 2011      | Appropriate Adult                       | Rosemary West                  | 2 episodios                               |
| 2012      | Coming Up                               | Lisa                           | Episodio: "Spoof or Die"                  |
| 2013      | Call the Midwife                        | Mave/Meg Carter                | Episodio: "Episode #2.3"                  |
| 2013      | Complicit                               | Judith                         | Película de televisión                    |
| 2013      | The Escape Artist                       | Eileen Morris                  | 2 episodios                               |
| 2014      | W1A                                     | Tracey Pritchard               | 15 episodios                              |
| 2015      | Wolf Hall                               | Alice More                     |                                           |
| 2015      | Una vacante imprevista                  | Tessa Wall                     | 3 episodios                               |
| 2016      | Mid Morning Matters with Alan Partridge | Angela                         | 2 episodios                               |
| 2016      | Neil Gaiman's Likely Stories            | Varios                         | 4 episodios                               |
| 2016      | The Witness for the Prosecution         | Janet McIntyre                 | 2 episodios                               |
| 2017      | Crimen en el paraíso                    | Patricia Lawrence              | Episodio: "The Secret of the Flame Tree"  |
| 2017      | Catastrophe                             | Polly                          | Episodio: "Episode #3.2"                  |
| 2017      | Strike                                  | Leonora Quine                  | 2 episodios                               |
| 2018      | Inside No. 9                            | May                            | Episodio: "Once Removed"                  |
| 2018      | A Very English Scandal                  | Marion Thorpe                  | 2 episodios                               |
| 2018      | Vanity Fair                             | Sra. Peggy O'Dowd              | 4 episodios                               |
| 2018      | Hang Ups                                | Alison Jones                   | 2 episodios                               |
| 2019      | Urban Myths                             | Catherine Dickens              | Episodio: "Bleak House Guest"             |
| 2019      | Black Mirror                            | Linda Grace, Janet McCardle    | 2 Episodios: "Smithereens" y "Loch Henry" |
| 2020      | Unprecedented                           | Kat                            | Episodio: "Episode #1.4"                  |
| 2020      | Talking Heads                           | Lorna                          | Episodio: "The Shrine"                    |
| 2022      | The Thief, His Wife and the Canoe       | Anne Darwin                    | 4 episodios                               |
| 2022      | My Name is Leon                         | Maureen                        | Película de televisión                    |
| 2023      | The Change                              | Carmel                         | 4 episodios                               |
| -         | Sherwood                                |                                |                                           |
| -         | Mr Bates vs The Post Office             | Jo Hamilton                    | En producción                             |

## Teatro
| Año       | Título                          | Papel                        | Director           | Teatro                                                |
| --------- | ------------------------------- | ---------------------------- | ------------------ | ----------------------------------------------------- |
| 1992      | El mercader de Venecia          | Jessica                      | John Durnin        | Northcott Theatre                                     |
| 1992      | Outside Edge                    | Desconocido                  | Martin Harvey      | Northcott Theatre                                     |
| 1992      | Los tres mosqueteros            | Desconocido                  | John Durnin        | Northcott Theatre                                     |
| 1992      | Matar un ruiseñor               | Unknown                      | Christopher Sergel | Northcott Theatre                                     |
| 1992–1993 | Robin of the Wood               | Much                         | John Durnin        | Northcott Theatre                                     |
| 1994      | Unfinished Business             | Feebs                        | Steven Pimlott     | Barbican Theatre                                      |
| 1994      | Words, Words, Words             | Performer                    | Unknown            | The Other Place                                       |
| 1994–1995 | Coriolano                       | Virgilia                     | David Thacker      | Swan Theatre, Barbican Theatre                        |
| 1994–1995 | Enrique V                       | Princess Catherine           | Matthew Warchus    | Royal Shakespeare Theatre, Barbican Theatre           |
| 1994–1995 | Medida por medida               | Juliet                       | Steven Pimlott     | Royal Shakespeare Theatre, Theatre Royal, Newcastle   |
| 1995–1996 | El sueño de una noche de verano | Hermia                       | Adrian Noble       | Barbican Theatre, Golden Gate Theatre, Teatro Shubert |
| 1996–1997 | Peter Pan                       | Unknown                      | Matthew Warchus    | West Yorkshire Playhouse                              |
| 1997      | Jane Eyre                       | Jane Eyre                    | Polly Teale        | Gira en el Reino Unido                                |
| 1998      | El zoo de cristal               | Laura                        | Polly Teale        | Royal Lyceum Theatre                                  |
| 1998      | An Experiment with an Air-Pump  | Maria Fenwick                | Matthew Lloyd      | Hampstead Theatre                                     |
| 1999      | The Glory of Living             | Lisa                         | Kathryn Hunter     | Royal Court Theatre                                   |
| 1999      | Hay Fever                       | Sorel Bliss                  | Declan Donnellan   | Gira en el Reino Unido                                |
| 1999      | La fierecilla domada            | Katherine                    | Lindsay Posner     | Barbican Theatre                                      |
| 2001      | The Walls                       | Mary                         | Mick Gordon        | Cottesloe Theatre                                     |
| 2001      | Sliding with Suzanne            | Suzanne                      | Max Stafford-Clark | Royal Court Theatre                                   |
| 2002–2003 | A Laughing Matter               | Peg Woffington / Hannah More | Max Stafford-Clark | Lyttelton Theatre, gira en el Reino Unido             |
| 2002-2003 | She Stoops to Conquer           | Kate Hardcastle              | Max Stafford-Clark | Lyttelton Theatre, gira en el Reino Unido             |
| 2004      | Maria Stuart                    | Mary                         | Patrick Sandford   | Nuffield Theatre                                      |
| 2005      | Macbeth                         | Lady Macbeth                 | Max Stafford-Clark | Oxford Playhouse, Arcola Theatre                      |
| 2007–2008 | El rey Lear                     | Regan                        | Trevor Nunn        | Courtyard Theatre, gira mundial y en el Reino Unido   |
| 2007–2008 | La gaviota                      | Masha                        | Trevor Nunn        | Courtyard Theatre, gira mundial y en el Reino Unido   |
| 2008      | Birth of a Nation               | Painter                      | Ramin Gray         | Royal Court Theatre                                   |
| 2013      | Chalet Lines                    | Loretta                      | Madani Younis      | Bush Theatre                                          |
| 2013      | The Same Deep Water as Me       | Anne / Georgina              | John Crowley       | Donmar Warehouse                                      |
| 2015      | Plaques and Tangles             | Megan                        | Lucy Morrison      | Royal Court Theatre                                   |
| 2017      | The B*easts                     | Tessa                        | John Hoggarth      | Escritor, Edinburgh Fringe, Bush Theatre              |
| 2019      | Appropriate                     | Toni Lafayette               | Ola Ince           | Donmar Warehouse                                      |
| 2020      | The Shrine                      | Susan                        | Nicholas Hytner    | Bridge Theatre                                        |
| 2022      | Doubt: A Parable                | Sister Aloysius              | Lia Williams       | Chichester Festival Theatre                           |